# Белорусы в Санкт-Петербурге
Белорусы в Санкт-Петербурге (бел. Беларусы ў Санкт-Пецярбургу) — собирательное название лиц белорусской национальности, проживающих временно или постоянно в городе Санкт-Петербурге. По данным переписи населения в 2010 году на территории города проживают 38136 белорусов, что составляет 0,78 % от всего населения Петербурга, что формально делает её второй крупнейшей диаспорой в городе после украинцев, однако в реальности белорусская диаспора может находиться на третьем или четвёртом месте ввиду большого количества нелегальных мигрантов из Узбекистана и Таджикистана, чьё количество может достигать миллиона человек.

## Численность
Белорусская диаспора была всегда крупной на протяжении советского периода, но сейчас стремительно сокращается в процессе ассимиляции новых поколений, многие из которых отказались от своей белорусской идентичности и теперь причисляют себя к русским, или просто гражданам Петербурга, поэтому по неофициальным данным их как минимум в 2 раза больше.
Динамика численности белорусского населения в городе Санкт-Петербург
| 1897  | 1926  | 1939  | 1959  | 1970  | 1979  | 1989  | 2002  | 2010  |
| ----- | ----- | ----- | ----- | ----- | ----- | ----- | ----- | ----- |
| 2 941 | 14572 | 32353 | 47004 | 63799 | 81575 | 93564 | 54484 | 38136 |

## История

### Царская Россия

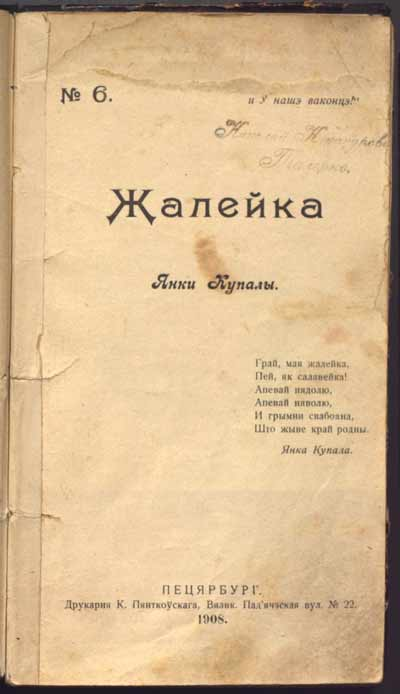
Пример печатной редакции, выходившей на белорусском языке в Петербурге: сборник стихов Эпимаха Шипило — «Жалейка», 1905 год

История белорусской диаспоры в городе началась фактически после тех событий, когда Белоруссия вошла в состав России в конце XVIII века. Вскоре город стал привлекать представителей белорусской интеллигенции, которые в середине XIX веке стали продвигать идею белорусского национализма. Здесь работали известные белорусские ученые-фольклористы, ставившие перед собой целью изучение и популяризацию народной культуры Белоруссии. В 1868 году в Петербурге создаётся первая просветительская белорусская организация «Кривичский звязок». В 1870-х годах Иван Носович издал «Словарь белорусского наречия», «Белорусские песни», сборник белорусских пословиц; в 80-е годы организуются кружки белорусской учащейся молодежи. Первый из них назывался «Гоман» (1881—1885). В эти же годы в городе создаётся оппозиционная политическая партия, заявляющая о белорусах как самостоятельном народе.
1906—1912 годах в Петербурге действовало белорусское издательское общество, которое публиковало литературу белорусской тематики.
В начале XX века студентами-белорусами были организованы национально-возрожденческие кружки, которые ставили перед собой целью изучение языка, литературы, народного хозяйства и этнографии белорусского народа. Руководителями кружков были известные белорусские литературоведы и общественные деятели, например, Бронислав Эпимах-Шипило. В этот временной период в городе зарождается литературный белорусский язык с грамматикой и правописанием.
В конце XIX века в город стали массово мигрировать белорусы, в результате к 1910 году их численность увеличилась в 23 раза и достигла 70,000 человек, в результате в обозначенный период они стали одной из крупнейших диаспор в городе. При этом крупнейший белорусский город Витебск имел население лишь 65 тысяч человек, что делало Петербург де-факто самым крупным «белорусским» городом.

### Советский период

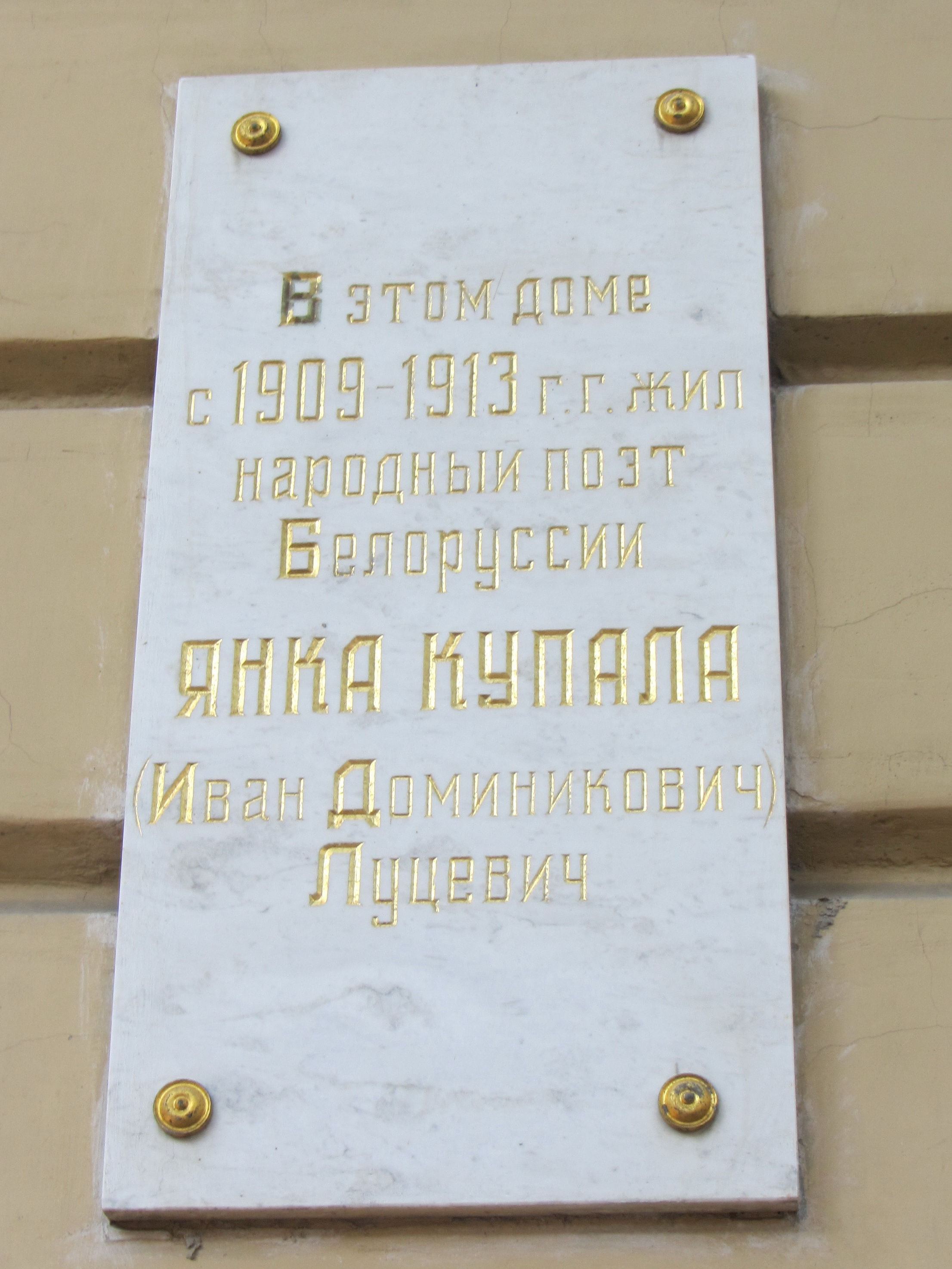
Памятная доска Янке Купале на доме в Санкт-Петербурге

Многие представители белорусской интеллигенции симпатизировали революционному движению как оппозиционной силе, наиболее известными из них были Дмитрий Жилунович и Александр Червяков, которые оказали непосредственное влияние на образование в 1919 году республики Беларусь. Таким образом, Петербург стоит у истоков формирования белорусского национального самосознания. Деятельность белорусских национально-культурных, просветительских кружков в Ленинграде была ликвидирована к началу 30-х годов. И только во второй половине 1980-х годов в городе вновь стали образовываться белорусские общественно-культурные объединения.

## Современность
По состоянию на 2009 год в городе проживает 65 тысяч лиц белорусской национальности, среди которых есть и лица, занимающие высокую должность архитекторов, военных, врачей, хирургов, музыкантов, учёных и политиков. Наиболее известным представителем белорусской диаспоры является Валерий Сердюков — губернатор Ленинградской области. Среди победительниц «Мисс Петербург» есть множество девушек белорусской национальности.
Многие белорусы отмечают праздник дня независимости Белоруссии 3 июля и организуют праздничные мероприятия.
В Петербурге действуют белорусские общественные и культурные объединения, например, «Белорусская община Санкт-Петербурга и Ленинградской области» была образована в 1998 году, или «Региональная белорусская национально-культурная автономия Санкт-Петербурга», которая ставит перед собой цель сохранения самобытности белорусского языка и национальной культуры. В 2004 году был создан «Белорусско-российский культурно-деловой центр», целью которого является содействие коммерческой деятельности между двумя странами.
В городе также действует «Белорусское землячество», ставящее перед собой целью налаживание связей между белорусами России и Белоруссии, а также «Санкт-Петербургская ассоциация белорусистов», которая занимается исследованием историко-культурного наследия белорусского народа. В 2000 году был создан «Санкт-Петербургский клуб белорусов», который объединял людей, добившихся значительных успехов в различных сферах деятельности.
В 2008 году свою деятельность начал клуб «Белые Россы», который организовывает национально-культурную деятельность белорусов Санкт-Петербурга.